# Fumonisina
Uma fumonisina é uma micotoxina derivada de fungos do género Fusarium.
Mais especificamente, são dois os tipos:
- Fumonisina B1
- Fumonisina B2